# 470

470(사백칠십)은 469보다 크고 471보다 작은 자연수다.

## 수학
- 합성수로, 그 약수는 1, 2, 5, 10, 47, 94, 235, 470이다. 진약수의 합은 394이므로, 470은 부족수다.
- 57번째 쐐기수다. 앞의 쐐기수는 465, 다음 쐐기수는 474다.
- 14번째 케이크 수다. 앞의 케이크 수는 378, 다음은 576이다.
- {\displaystyle 470=65+96+133+176}
  - 연속하는 네 팔각수의 합으로 나타낼 수 있는 수다. 이 성질을 지닌 앞의 수는 334, 다음 수는 630이다.
- {\displaystyle 93^{4}-1}은 470으로 나누어떨어진다.

## 과학
- NGC 470(영어판): 물고기자리 방향에 있는 나선은하.

## 교통
- 일본 470번 국도: 현재 노에쓰 자동차도(일본어판)로 지정되어 있다.
- 현도 제470호선

## 군사
- U-470(영어판): 제2차 세계 대전에 사용된 나치 독일의 군용 잠수함.

## 문화유산
- 대한민국의 보물 제470호: 구미 도리사 석탑
- 대한민국의 사적 제470호: 구미 황상동 고분군

## 기타
- 연도: 470년, 기원전 470년
- 470년대
- 한국십진분류법에서 생명과학에 관한 책들이 분류되는 번호.